# Болибрух, Андрей Власович
Андрей Власович Болибрух (24 августа 1921, Горышковка, Томашпольский район — 6 декабря 1976, Рига) — советский военный, государственный и политический деятель, генерал-лейтенант (1968).

## Биография
Родился в 1921 году в селе Горышевка. Член ВКП(б) с 1943 года.
С 1939 года — на военной службе, общественной и политической работе. В 1939—1976 годах — красноармеец, участник Великой Отечественной войны, начальник штаба 322-го стрелкового полка 32-й стрелковой дивизии, на командных должностях в Советской Армии, начальник штаба дивизии, командир дивизии, начальник штаба армии, командующий 4-й армией, первый заместитель командующего Краснознамённым Прибалтийским военным округом.
Избирался депутатом Верховного Совета Эстонской ССР 6-го созыва, Верховного Совета Азербайджанской ССР 8-го созыва. Делегат XXII и XXIV съездов КПСС.

Могила на Кунцевском кладбище

Умер в Риге в 1976 году. Похоронен на Кунцевском кладбище (9 уч.).
Сын Андрей (1950—2003) — математик, академик РАН.